# Mimoclystia andringitra
Mimoclystia andringitra är en fjärilsart som beskrevs av Claude Herbulot 1963. Mimoclystia andringitra ingår i släktet Mimoclystia och familjen mätare. Inga underarter finns listade i Catalogue of Life.